# Aleksandr Nikolaevič Veselovskij
Aleksandr Nikolaevič Veselovskij o Wesselofsky (in russo Александр Николаевич Веселовский?; Mosca, 1838 – San Pietroburgo, 1906) è stato un filologo russo.

## Biografia
Critico letterario, profondo conoscitore delle letterature antiche e moderne, europee e orientali, lavorò per molti anni nelle biblioteche d'Italia, Spagna e Germania, ideatore della "Poetica storica".
Fondamentali sono i suoi studi sul Rinascimento italiano, sui testi primitivi bizantini e slavi, sulla letteratura popolare. Importanti anche i suoi lavori sull'origine e la natura dell'arte, che egli tende a collegare alle caratteristiche delle formazioni sociali, e per i quali si configura come un precursore del formalismo. In particolare studiò la letteratura russa in relazione a quella bizantina sviluppando una interessante teoria sulla storia e la psicologia delle varie forme di folklore. Evidenziò nell'epos i fenomeni comuni a più culture sviluppando la teoria di una base psicologica e storica per ogni forma di folklore (La mitologia comparata e il suo metodo, 1873; Storia dell'epos, 1896).
Insieme al fratello Aleksej, egli è esponente della "comparativistica" nazionale, nata in Russia negli anni settanta del XIX sec. Il suo metodo di ricerca viene riconosciuto come "comparato". Egli parlerà di "flusso/movimento incrociato" con riferimento al prestito culturale, come base del futuro metodo comparativo. Per Veselovskij l'incontro delle diverse culture ha origine dall'incontro degli intrecci (poetica degli intrecci).
Nel periodo in cui risiedette in Italia (dal 1864 al 1867 circa) strinse rapporti, tra gli altri, con Carducci, D'Ancona, Comparetti, De Gubernatis; tornò più volte in Italia, dove conobbe molti altri studiosi tra cui Pitré, Rajna, Renier, Crescini, con i quali approfondì il sottile confine che separa il folklore dalla fiaba.
Dal 1870 fu professore presso l'Università di Pietroburgo, dove insegnò fino alla morte "Letteratura universale".
Nella Russia sovietica le opere di Veselovskij e i suoi seguaci vennero criticati con l'accusa ora di "etnografismo", ora di "formalismo". Il 14 agosto 1946, il Comitato centrale del Partito Comunista adottò una specifica risoluzione, condannando i Veselovskiani come “obbedienti” alla borghesia dell'Occidente. I formalisti russi condivisero ampiamente la visione critica della teoria di Veselovskij, sebbene si disse che essa fosse per loro un punto da cui sviluppare una maniera lineare, se non polemica. Malgrado il suo lavoro sia stato in gran parte dimenticato dagli studiosi occidentali (probabilmente a causa della mancanza di traduzioni), Veselovskij è oggi considerato uno dei più eruditi e originali studiosi a cui la Russia abbia dato i natali e il più importante rappresentante dello studio delle letterature comparate in Russia, nonché antesignano della culturologia e della semiotica della cultura del XX secolo.
Suoi continuatori possono essere considerati Viktor M. Žirmunskij e Eleazar M. Meletinskij.

## Studi
- La bella Italia e i nostri turisti settentrionali, 1864 (in russo)
- Novella della figlia del re della Dacia (prefazione) 1866
- Il paradiso degli Alberti. Ritrovi e ragionamenti del 1389, 1867 (ried. in russo, 1870)
- La mitologia comparata e il suo metodo, 1873 (in russo)
- Le byliny russo-meridionali, 1881-84 (in russo)
- Le contraddizioni del Rinascimento italiano, 1888 (in russo)
- Boccaccio, il suo ambiente e i suoi contemporanei, 1893-94 (in russo)
- La poetica dei soggetti, 1896 (in russo)
- Storia dell'epos, 1896 (in russo)
- La poetica degli intrecci, 1896-1906 (in russo)
- Puškin-poeta nazionale, 1899 (in russo)
- Studi su Dante, a cura di R. Rabboni e R. De Giorgi, Pisa-Roma, 2017